# Доманицький Платон Миколайович
Плато́н Микола́йович Домани́цький (нар. 18 листопада 1880, с. Колоди́сте (нині Тальнівського району Черкаської області) — пом. 1944?) — український журналіст і кооператор, головний редактор кооперативного журналу «Комашня» в 1912—1917 роках. Брат Василя і Віктора Доманицьких.

## Життєпис
Платон Доманицький народився в родині священика — отця Миколая Доманицького та його дружини Параски Опанасівни. Родина Доманицьких мала давнє шляхетське походження та належала до гербу Любич.
Навчався на юридичному факультеті Університету Св. Володимира (за іншими даними — на природничому факультеті).. Брав участь у студентських заворушеннях.
У липні 1905 року у рідному селі Колодистому в будинку батьків був заарештований жандармами. У нього вилучили нелегальну літературу і надрукований на гектографі наказ Державній думі «Нужды украинской школы».
Був першим помічником свого старшого брата — відомого організатора кооперації на Київщині Василя Доманицького — в його кооперативних справах.
1912—1917 — головний редактор тижневика «Комашня», друкованого органу Київського союзу установ дрібного кредиту.
1917—1920 — директор Київського союзбанку. Багато зробив для розбудови кредитової та сільськогосподарської кооперації в Україні.

## Ковельський період
Після завоювання України більшовиками перейшов кордон з Польщею. Жив у Ковелі за адресою: вул. Луцька, 3.
З серпня 1925 року очолював там «Народний кооператив», був власником книжкової крамниці «Світло» (пол. ksiegarnia «Swiatło» Płaton Domanicki).
Разом з Євгеном Петриківським звернувся до міністра внутрішніх справ Польщі з проханням дозволити провести у квітні 1927 року у Луцьку з'їзд представників української православної людності.
У квітні 1929 за націоналістичну діяльність потрапив під нагляд польської таємної поліції.
Мав сина, доля якого невідома.